# Netnografie
Netnografie je marketingová metoda kvalitativního výzkumu sociálních interakcí lidí komunikujících v digitálním prostředí, zejména na sociálních sítích. Jedná se o interpretativní výzkumnou metodu inspirovanou etnografií, která přizpůsobuje techniky antropologického pozorování studiu interakcí a zkušeností v prostředí digitální komunikace.
Vychází z množství dat, nasbíraných z běžně dostupných digitálních stop veřejných konverzací, které se vyskytují a jsou zaznamenávány na současných komunikačních platformách, přičemž tyto konverzace následne analyzuje.

## Charakteristiky
Netnografie je metoda online výzkumu, která se prosadila v oblasti marketingového a spotřebitelského výzkumu v roce 1996. Tento přístup se začal šířit do oblastí marketingu, obchodu a managementu zhruba o deset let později, když se začala zvyšovat účast na sociálních sítích ve formě blogů. Ačkoli to vzniklo v oborech souvisejících s obchodem a managementem, netnografie je široce založená studie online sociální interakce a zkušeností z lidské perspektivy. Je založeno na pozorování a kulturním porozumění tohoto oboru, ale na rozdíl od tradičních druhů etnografie se silně opírá o technologicky zprostředkované a archivované formy komunikace a informací.
Netnografie při zkoumání kombinuje data z komunikací a interakcí, které se vyskytují na internetu. Tato data tak mohou být jak v textové tak i vizuální, zvukové či audiovizuální podobě. Poté jsou analyzována pomocí obsahové analýzy, vizuální sémiotické analýzy, rozhovorů (online a osobně), analýzy sociálních médií a pomocí nástrojů a technik pro analýzu velkých dat.

### Sběr dat
Netnografie shromažďuje data z internetových zdrojů, z rozhovorů a z terénních poznámek.
- Internetové zdroje: Před zahájením sběru dat by se měl netnograf seznámit charakteristickými rysy online komunity. Příslušné online fórum by mělo odpovídat výzkumné otázce.

- Údaje z rozhovoru: Rozhovor lze vést prostřednictvím e-mailu, videohovorů, osobně nebo jinými způsoby. Kvalitní rozhovor poskytuje kontextová data a rozšiřuje porozumění souvisejícím konceptům, souborům, komunikacím a webům.
- Terénní poznámky: Terénní poznámky, do kterých běžně etnografové zaznamenávají svá pozorování, jsou doporučenou metodou i v netnografii, přestože některé analýzy byly provedeny pouze pomocí pozorování.

Sběr dat má pokračovat tak dlouho, dokud se získávají nové poznatky.  Někteří netnografové kvůli přesnosti pečlivě sledují množství shromážděného a přečteného textu a počet jednotlivých účastníků ve výzkumu. Nové formy analýzy kvalitativních dat neustále vyvíjí řada firem, i když výsledky těchto firem se podobají spíše obsahovým analýzám než etnografickým výzkumům. Netnografie a obsahová analýza se liší v přijetí metod pro poloautomatický sběr dat, analýzu dat, rozpoznávání slov a vizualizaci dat. Někteří vědci však zpochybňují rozdíl netnografie od obsahové analýzy a tvrdí, že se jedná rovněž o techniku obsahové analýzy.

### Analýza dat
Netnografie jako metoda  klade důraz na  kontextualizaci online dat. To je často v online prostoru ochuzeném právě o sociální kontext. Protože je netnografie založena především na pozorování diskurzu textového, vyžaduje zajištění spolehlivých interpretací jiný přístup než vyvažování diskurzu a pozorovaného chování, k němuž dochází při osobní etnografii. Za základní objekt analýzy netnografie se považuje chování a sociální jednání, nikoliv jednotlivec.

### Etika výzkumu
Etické otázky týkající se netnografie úzce souvisí s diskusemi o tom, zda je třeba online fóra považovat za soukromé nebo veřejné stránky, a o tom, co představuje informovaný souhlas v kyberprostoru. Metoda netnografie využívá data, která nejsou výzkumníkovi výslovně a důvěrně poskytnuta a uživatelé sociálních sítí a účastníci v online diskusích tak nemusí uvítat, že tato data jsou využívaná ve výzkumu. Přesto netnografie usiluje o dodržování zásad týkajících se etických otázek jako například citatování či nutnosti svolení autorů o užití jejich dat ve výzkumu.